# Проклятий (Цілком таємно)

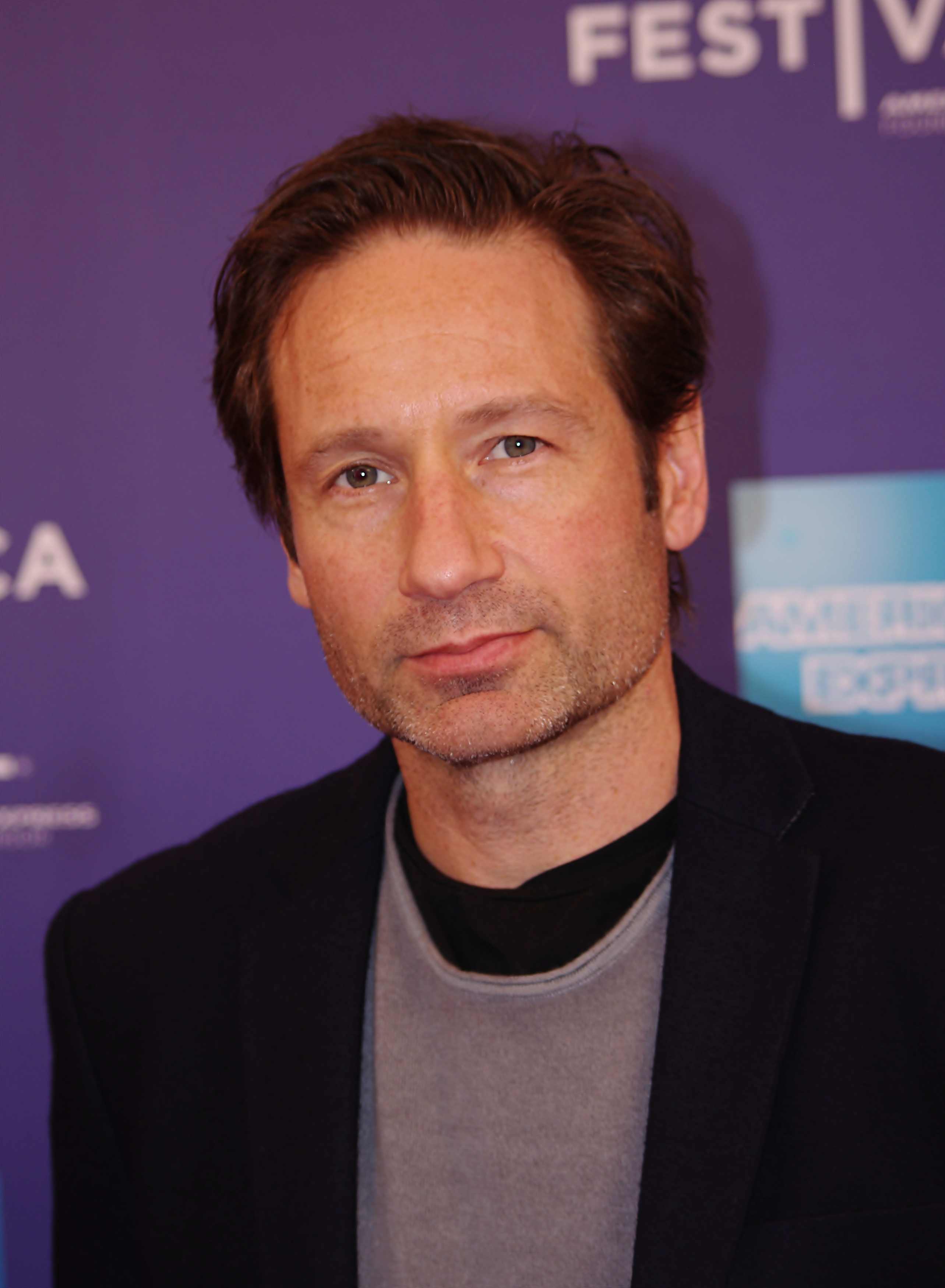

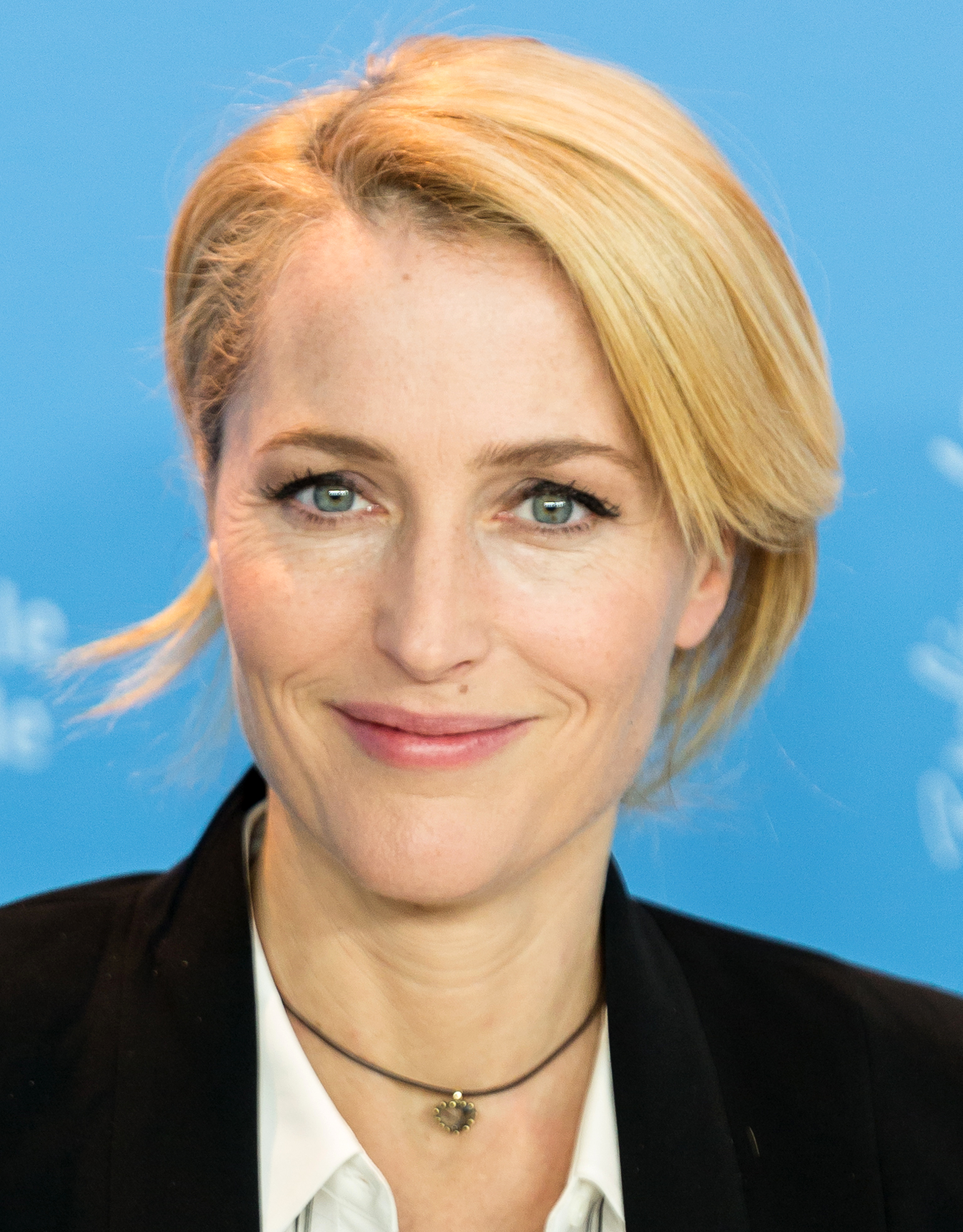

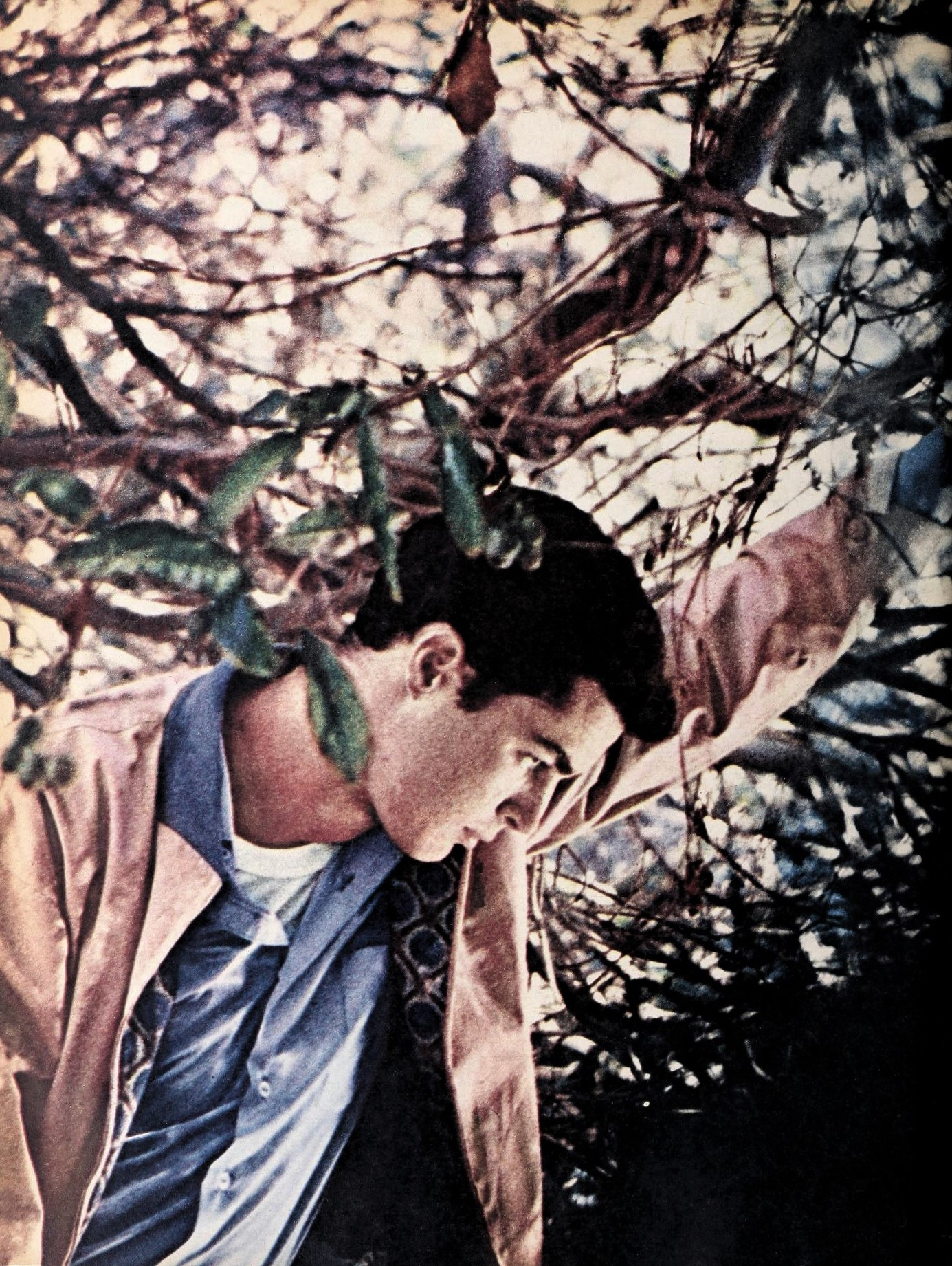

Проклятий (Sanguinarium) — шоста серія четвертого сезону американського науково-фантастичного телевізійного серіалу «Цілком таємно». Прем'єра в мережі «Фокс» відбулася 10 листопада 1996 року.
Серія за шкалою Нільсена отримала 11.1 %, його переглядали 18.85 мільйонів людей під час першої трансляції .
В епізоді розслідуються химерні вбивства в лікарні пластичного відділення хірургії, які приводять Малдера та Скаллі до підозри на надприродну силу. Поки тривають неконтрольовані вбивства, Малдер виявляє зв'язок між датами народження жертв та ключовими датами в календарі чаклунства.

## Зміст
З цим пацієнтом покінчено
Під час рутинної операції з ліпосакції у Грінвудській лікарні (відділення естетичної хірургії) що у Віннетці (штат Іллінойс) доктор Гаррісон Ллойд чистить собі руки до крові. В часі операції він раптово починає видаляти стільки жирових тканин з пацієнта, що оперований помирає.
Після незвичайної операції Ллойд розповідає Фоксу Малдеру, що він убив пацієнта через те, що став одержимим. Дейна Скаллі скептично ставиться до висловлювань Ллойда, вважаючи, що він лише намагається уникнути юридичних наслідків. Малдер оглядає операційну кімнату і виявляє пентаграму, згорілу в підлозі; він починає підозрювати що чаклунство можливо, зіграло свою роль у злочині. Тим часом співробітники клініки Ллойда в шоці, коли інший пластичний хірург, доктор Ілаква, вбиває літнього пацієнта, пропалюючи дірку через щоку та шию хірургічним лазером та пошкодивши стовбур мозку. Скаллі допитує Ілаква, який стверджує, що нічого не пам'ятає про інцидент. Підозри Малдера посилюються, коли він переглядає стрічку про друге вбивство, і бачить на животі жертви пентаграмний візерунок.
Занепокоєна подіями, координатор лікарні доктор Тереза Шеннон розповідає Малдеру та Скаллі про подібну серію смертей, що сталися в тій самій лікарні за десять років до цього. Вони підозрюють Ребекку Вейт, медсестру, яка є єдиною людиною, присутньою на всіх випадках смерті. Агенти відвідують будинок Вейт, виявляючи докази того, що вона практикує чаклунство; однак згодом дізнаються, що докази там лишив співробітник лікарні.
В іншому місці доктор Джек Френклін є смертельним нападником Вейт в її будинку. Там Вейт заарештовують і підходять агенти, які намагаються допитати Вейт, але їм заважають, коли вона починає блювати шпильками, помираючи незабаром після цього. Після інциденту Малдер відвідує доктора Джека Френкліна, сподіваючись дізнатися більше про можливу мотивацію Вейт. Хоча Френклін, здавалося б, невинний, коли Малдер виходить з кімнати, він починає левітувати і диявольськи посміхатися.
Пізніше тієї ночі Малдер припускає, що дні народження всіх жертв збігаються з датами відьомських шабашів і що Вейт насправді намагалася захистити жертв від доктора Джека Френкліна (вона розмістила пентаграми — власне захисні символи — навколо жертв з надією захистити їх від темної магії). Це також пояснює, чому Вейт намагалася вбити Френкліна. На жаль, Малдер також розуміє, що оскільки Вейт не була вбивцею, то розмах вбивств продовжиться. І як він підозрював, ще одного пацієнта вбивають з кислотою в лікарні.
Незабаром агенти знову зустрічаються із доктором Терезою Шеннон, і вона далі обговорює поширення вбивств, що відбулися десять років тому. За словами Шеннона, в клініці було вбито п'ятьох людей: четверо пацієнтів та лікар-косметолог на ім'я Кліффорд Кокс, який нібито помер від передозування наркотиками.
Дотримуючись своєї інтуїції, Малдер вважає, що доктор Кліффорд Кокс був єдиним із загиблих п'яти, день народження яких збігається з датами шабашів. Потім Малдер використовує комп'ютерну програму лікарні, щоб визначити, як виглядатиме Кокс, якби він переніс важку пластичну операцію. Комп'ютер створює зображення, схоже на Френкліна, припускаючи, що він насправді доктор Кліффорд Кокс у маскуванні. Коли доктор Шеннон виявляє Кокса в операційній, він використовує чаклунство, щоб магічно телепортувати хірургічні інструменти в її кишку, що змушує її кровоточити внутрішньо. На щастя, доктор Шеннон кинулася в операційну і виживає. Кокс, однак, тікає; пізніше його бачать, як він знімає шкіру обличчя і виконує ритуал, щоби виглядати молодшим. Виявлено, що Кокс вбиває в прагненні виграти вічну молодість.
Епізод закінчується тим, що молодий Кокс успішно подає заявку на посаду в іншій лікарні.
Всі ми хочемо бути красивими

## Створення
У 1990-х роках телевізійна індустрія широко використовувала сценарії специфікацій або сценарії епізодів, які створювалися незалежними авторами. У той час як в «Цілком таємно» був великий штат письменників, створювачі періодично повинні були ризикувати телевізійним рейтингом, сценізуючи написане неавторизованим письменником, щоб заповнити замовлення на повний сезон. «Проклятий» був таким випадком, про який написали сестри Вівіан та Валерія Мейх'ю. Це ознаменувало їх перший досвід написання одногодинної мережевої програми, згодом вони пізніше напишуть кілька сценаріїв епізодів у телесеріалі «Усі жінки — відьми». Перед тим, як їхній сценарій був схвалений серіалом, сестри попросили письменників-співробітників Глена Моргана та Джеймса Вонга для написання пропозицій. Морган і Вонг сказали їм: «найстрашніші речі — це ті, які повторюються щодня». Вівіан зрозуміла, що пейджери по-своєму страшні — адже невідома людина може з'єднатися з власником пейджера. Тоді Мейх'ю перейшли від зосередження уваги на пейджери до групи людей, які їх зазвичай використовують — лікарів. Сестри зрозуміли, про що буде сюжет: лікарі втрачають контроль і стають одержимі. Після написання специфічного сценарію вони представили його Моргану і Вонгу, які запропонували змінити лиходія з жінки на чоловіка, оскільки «пластична хірургія пов'язана з марнославством, і всі очікують цього від жінки, але не від чоловіка».
Після того, як сценарій епізоду був підготований, Кріс Картер та співробітники переробили його у телегру. Картер зосередив більшу частину сюжету на темах жадібності та марнославства, а Говард Гордон розробив кілька графічних сцен. У Картера виникла ідея розмістити витончену пентаграму на столі возз'єднання, дизайнер виробництва Грем Мюррей вирішив розвинути це, створивши кімнати з п'ятьма сторонами, а відділ пластичної хірургії з п'ятьма операційними кімнатами являв собою уявну пентаграму. Як і в попередньому епізоді «Дім», Fox Standards та Practices заперечували проти графічного змісту, і Картеру довелося втрутитися, щоб зберегти деякі сцени.
З огляду тематики в епізоді є багато посилань на чаклунство та окультизм. Медсестра з епізоду, Ребекка Уейт, спочатку була названа на честь подруги письменників під назвою Ребекка Вайт. Однак це було змінено — оскільки там була справжня медсестра з Чикаго, прізвище якої було Біла. Деякі глядачі вважають, що ім'я Вайті є посиланням на Медсестру Ребекку (Rebecca Nurse), невинну жінку, яку переслідували під час судових процесів над відьмами Салема, або на таро Райдера — Вейта, найпопулярнішу колоду таро, що використовується у світі. Сам епізод безпосередньо посилається на Джеральда Гарднера, відомого тим, що опублікував кілька книг про чаклунство та є засновником секти. Сестри Мейх'ю намагалися зобразити окультизм, не ображаючи нікого, не прив'язуючи персонажів до якогось відомого культу, вікканці надсилали Фоксу гнівні листи та електронні повідмлення щодо відображення їх переконань.

## Сприйняття
Джилліан Андерсон описала «Sanguinarium» як «один з найбільш відразливих сценаріїв, в якому я коли-небудь знімалась», пояснивши, що вона не може дивитися сцени, такі як лікар, колючий пацієнта. Девід Духовни заявив, що не розумів сюжет, але йому сподобався сценарій, зазначивши, що Картер і його команда покращили слабку телегру; а режисер Кім Меннерс зробив чудову роботу. «Entertainment Weekly» дав епізоду «B -». Оцінка The A.V. Club була більш негативною. SFScope відзначив «Sanguinarium» двома зірками з п'яти.
Оглядач Cinefantastique дав «Sanguinarium» неоднозначну оцінку.

## Знімались
| Актор             | Роль                   |
| ----------------- | ---------------------- |
| Девід Духовни     | Фокс Малдер            |
| Джилліан Андерсон | Дейна Скаллі           |
| О-Лан Джонс       | медсестра Ребекка Вейт |
| Джон Джуліані     | доктор Гаррісон Ллойд  |
| Ендрю Ерлі        | адвокат                |
| Річард Беймер     | доктор Джек Френклін   |
| Грег Тірловей     | доктор Мітчелл Каплан  |